# Широкий Лог (Амурская область)
Широ́кий Лог — село в Серышевском районе Амурской области России. Административный центр Широкологского сельсовета.

## География
Село Широкий Лог стоит на правом берегу реки Томь (левый приток Зеи).
Село Широкий Лог расположено к юго-востоку от посёлка Серышево, расстояние до районного центра (через сёла Поляна, Красная Поляна, Бочкарёвку, Хитровку, Белогорку, Паруновку, Новосергеевку и Рождественку) — 70 км.
На восток от села Широкий Лог (вверх по правому берегу реки Томь) идёт дорога к сёлам Соколовка и Воскресеновка.

## История
В 1926 году деревня Ново-Михайловка переименована в Широкий Лог.

## Население
| 2002 | 2010 | 2012 | 2013 | 2014 | 2015 | 2016 |
| ---- | ---- | ---- | ---- | ---- | ---- | ---- |
| 419  | ↘324 | ↘313 | ↗314 | ↘305 | ↘290 | ↗293 |
| 2017 | 2018 |      |      |      |      |      |
| ↘291 | ↘288 |      |      |      |      |      |

## Улицы
| - ул. Комсомольская, - ул. Луговая, - ул. Набережная, | - ул. Новая, - ул. Октябрьская, - ул. Трудовая, | - ул. Чубенко, - ул. Школьная, - ул. Южная. |

## Экономика
Сельскохозяйственные предприятия Серышевского района.